# Vanessa gonerilla
Vanessa gonerilla  (лат.) — вид бабочек из рода Ванессы, семейства Нимфалиды.

## Ареал и систематика
Эндемик Новой Зеландии. Населяет лесные опушки, поляны, обочины дорог, луга, берега рек и т. д. Часто наблюдается в антропогенных биотопах.
Выделяют два подвида: Vanessa gonerilla gonerilla (Fabricius, 1775) и Vanessa gonerilla ida (Alfken, 1899). Последний обитает на острове Чатем.

## Описание

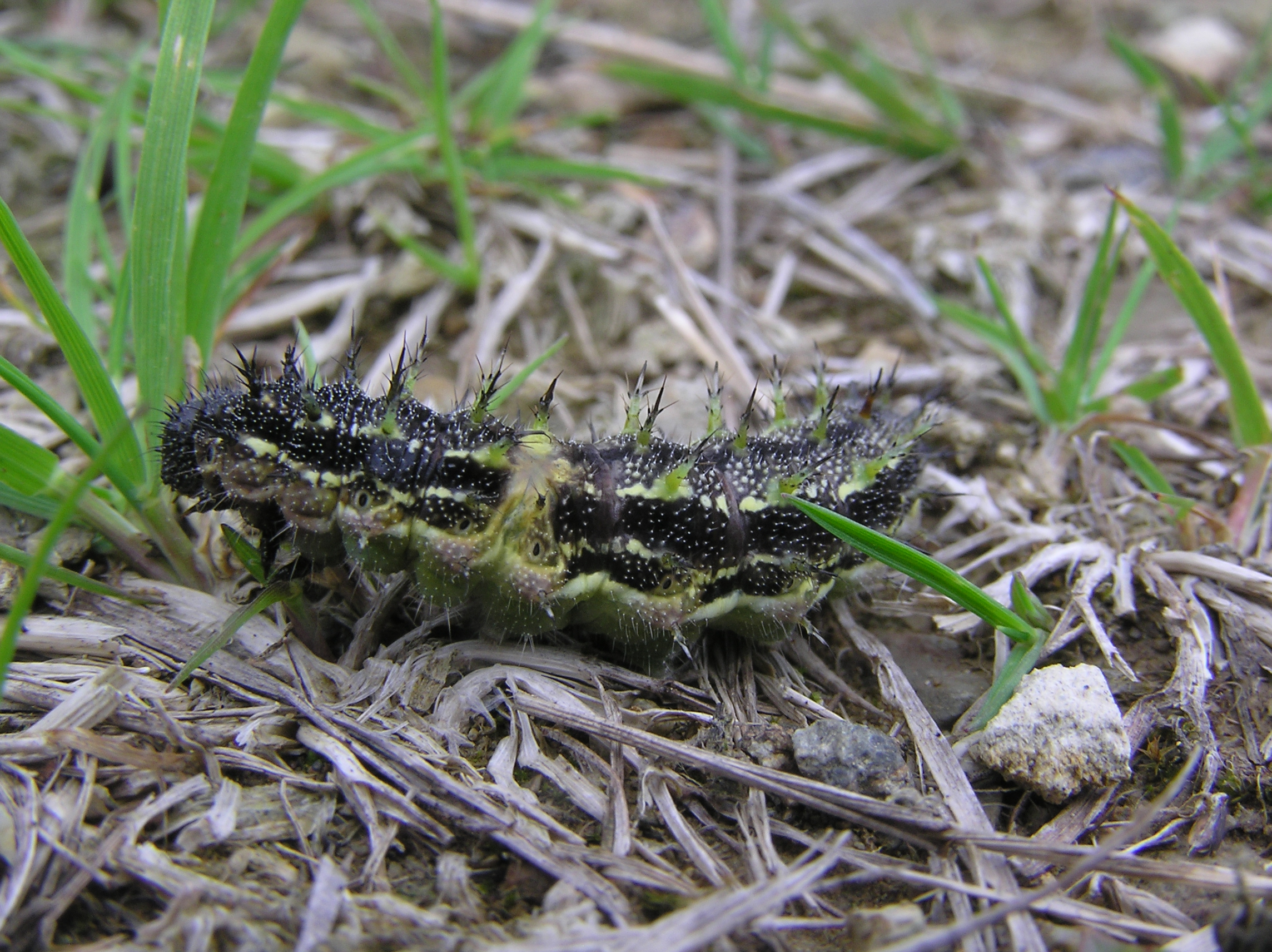
Гусеница

Размах крыльев 50—60 мм. Половой диморфизм не выражен. Центральная ячейка на задних крыльях замкнута. Внешний край крыльев волнистый с одним более заметным выступом на жилке M1 на передних крылья. Наружный край задних крыльев без заметных выступов. Крылья снизу с рядом субмаргинальных глазчатых пятен.

## Биология
Кормовые растения гусениц: род крапива, в частности Urtica ferox. Гусеницы развиваются в свернутых в трубку листьях кормовых растений. Куколка свободная и прикрепляется головой вниз.